# Monika Sauwer
Monika Sauwer (pseudoniem van Yolande Nusselder, Naarden, 23 juni 1946) is een Nederlandse schrijfster. Daarnaast tekent en schildert ze. Ze publiceerde verhalenbundels, romans en ook kinderboeken, die soms door haar zelf geïllustreerd zijn.

## Biografie
Sauwer is geboren in Naarden als oudste van drie kinderen. Haar vader was de "hardwerkende kantoorman" en kunstschilder Bernard Nusselder. Haar moeder, die opgroeide in Maassluis als dochter van huisarts dokter Melchior, was huisvrouw. Ze groeide op in Bussum, in villawijk Het Spiegel. Haar moeders vader was huisarts, haar vaders vader een militair die jong stierf aan tuberculose.
Ze studeerde psychologie in Amsterdam en volgde de Gerrit Rietveld Academie. Vanaf haar eenentwintigste woont ze samen met radiomaker, journalist en auteur Wim Noordhoek. Ze werkte een tijd als vertaler Duits en Engels, tekende cartoons en maakte radio-hoorspelen voor de VPRO, waaronder de 'radiostrip' Piet Ponskaart.
Ze debuteerde onder haar pseudoniem in 1978 met de verhalenbundel Mooie boel, waarvoor ze de debuutprijs het Gouden Ezelsoor ontving. Daarvoor had ze negen jaar eerder al een boek uitgebracht onder haar eigen naam samen met Wim Noordhoek, Het gebied van de goede kruiden.
De documentaire roman Een liefde in 1945 is gebaseerd op de correspondentie tussen haar ouders, die ze in het boek Wies Vlieger en Simon heeft genoemd. Ze heeft nog een boek geschreven dat is gebaseerd op brieven die haar ouders elkaar schreven: Heloïse en het Inwonen 1947-1952. Ook in dit boek heten haar ouders Wies (Héloïse) en Simon, en ze heeft zichzelf de naam Celia gegeven, een naam die ze eerder in haar eerste novelle gebruikte, Huis en Hemel. In het boek verwijst ze uitdrukkelijk naar de beroemde liefdescorrespondentie uit de 12e eeuw van Abelard en Héloïse.
Ze beschreef haar vaders jeugd in Vluchtpogingen 1934-1940 (2022). Haar eigen jeugd, van zevenjarige leeftijd tot het begin van haar studententijd beschreef ze in Afwasgesprekken 1953 – 1964 (2023). In dit boek komt Wim Noordhoek voor onder de naam Jim.
Haar werk staat bekend als melancholisch, cynisch, soms sardonisch en staat bekend om de laconieke, luchtige toon.

## Onderscheidingen
In 1979 ontving ze de literatuurprijs het Gouden Ezelsoor, een prijs voor het bestverkochte debuut. Het was de eerste keer dat de prijs werd uitgereikt. Haar boek Onrustige slapers (1998) stond op de longlist voor de Libris Literatuur Prijs.